# 武知邦明
武知 邦明（たけち くにあき、1948年3月3日 - ）は、JRT四国放送の元男性アナウンサー。元アナウンス部長。定年退職後、株式会社四国放送サービス代表取締役社長、社団法人徳島県テレビジョン放送中継施設整備協会専務理事、四国放送監査役を務めた。

## 来歴・人物
- 徳島県名西郡石井町出身。徳島市立高等学校[2]、京都産業大学法学部法律学科卒業[1]。1971年にテレビ高知へ入社[1]、3年後の1974年に四国放送へ移籍[1]。
- 大学時代は放送部に所属。
- 姉も四国放送のアナウンサーを務めていた。
- 昭和56年（1981年）度のNTV系列アナウンス賞優秀賞を受賞。
- 1997年（平成9年）4月 - ラジオ局アナウンス室長に就任。
- 2008年（平成20年）6月 - 定年退職。四国放送サービス社長に就任（退任時期は2014年）。
- 2012年（平成24年）6月 - 四国放送監査役（非常勤）に就任。
- 2015年（平成27年）6月26日 - 四国放送監査役（非常勤）を退任[3]。

## 過去の主な出演番組
- テレビ
  - おはようとくしま[1]
  - フォーカス徳島
- ラジオ
  - ヤングスタジオ[1]